# Keir Dullea
Keir Atwood Dullea (AFI: [ˈkɪər dʊˈleɪ]) (Cleveland, 30 maggio 1936) è un attore statunitense.
È conosciuto soprattutto per aver interpretato il ruolo dell'astronauta David Bowman in 2001: Odissea nello spazio (1968) di Stanley Kubrick e in 2010 - L'anno del contatto (1984) di Peter Hyams.

## Biografia
Figlio di Robert Dullea e Margherita Ruttan, cresce nel Greenwich Village di New York, dove i suoi genitori avevano avviato una libreria. Si laurea alla George School in Pennsylvania. Dullea debutta in televisione nel 1960 nel film La signora Miniver, nel quale interpreta il ruolo di un pilota tedesco, mentre l'anno dopo esordisce sul grande schermo con Le canaglie dormono in pace di Irvin Kershner.
In seguito interpreta personaggi di giovani con problemi emotivi, come nei film David e Lisa (1962) di Frank Perry e Bunny Lake è scomparsa (1965) di Otto Preminger, oltre che nella serie TV La città in controluce (1961-1963). Si fa notare anche in altre pellicole, come Madame X (1966) di David Lowell Rich, con Lana Turner, La volpe (1968) di Mark Rydell, accanto a Sandy Dennis, De Sade (1969) di Cy Endfield, Black Christmas (Un Natale rosso sangue) (1974) di Bob Clark, Demonio dalla faccia d'angelo (1977) di Richard Loncraine ed altri, ma con ruoli sempre meno importanti.
La svolta della carriera di Dullea avviene nel 1968, quando interpreta l'astronauta David Bowman nel film 2001: Odissea nello spazio, uno dei massimi capolavori di Stanley Kubrick. In seguito al grande successo della pellicola, nella memoria del pubblico e anche per la critica internazionale, l'attore rimane inevitabilmente legato al suo ruolo più celebre e incontra qualche difficoltà a rinnovare la propria popolarità al cinema. Nonostante ciò avrà una lunga carriera come attore teatrale, soprattutto a New York.
Nel 1983 fonda il "Theater Artists Workshop of Westport". Appare sul piccolo schermo nella miniserie Il mondo nuovo (1980), dal celebre romanzo distopico di Aldous Huxley, in cui interpreta il ruolo del padre del selvaggio John, mentre nel 1984 riprende lo storico ruolo di David Bowman nel film 2010 - L'anno del contatto, diretto da Peter Hyams, sequel meno fortunato del leggendario film di Kubrick.

### Vita privata
Si è sposato quattro volte: dal 1960 al 1968 con l'attrice Margot Bennett; nel 1969 con Susan Schloss Lessans; nel 1972 con Susan P. Fuller, con cui è rimasto fino alla morte di lei, nel 1998; dal 1999 è sposato con l'attrice Mia Dillon.

## Filmografia parziale

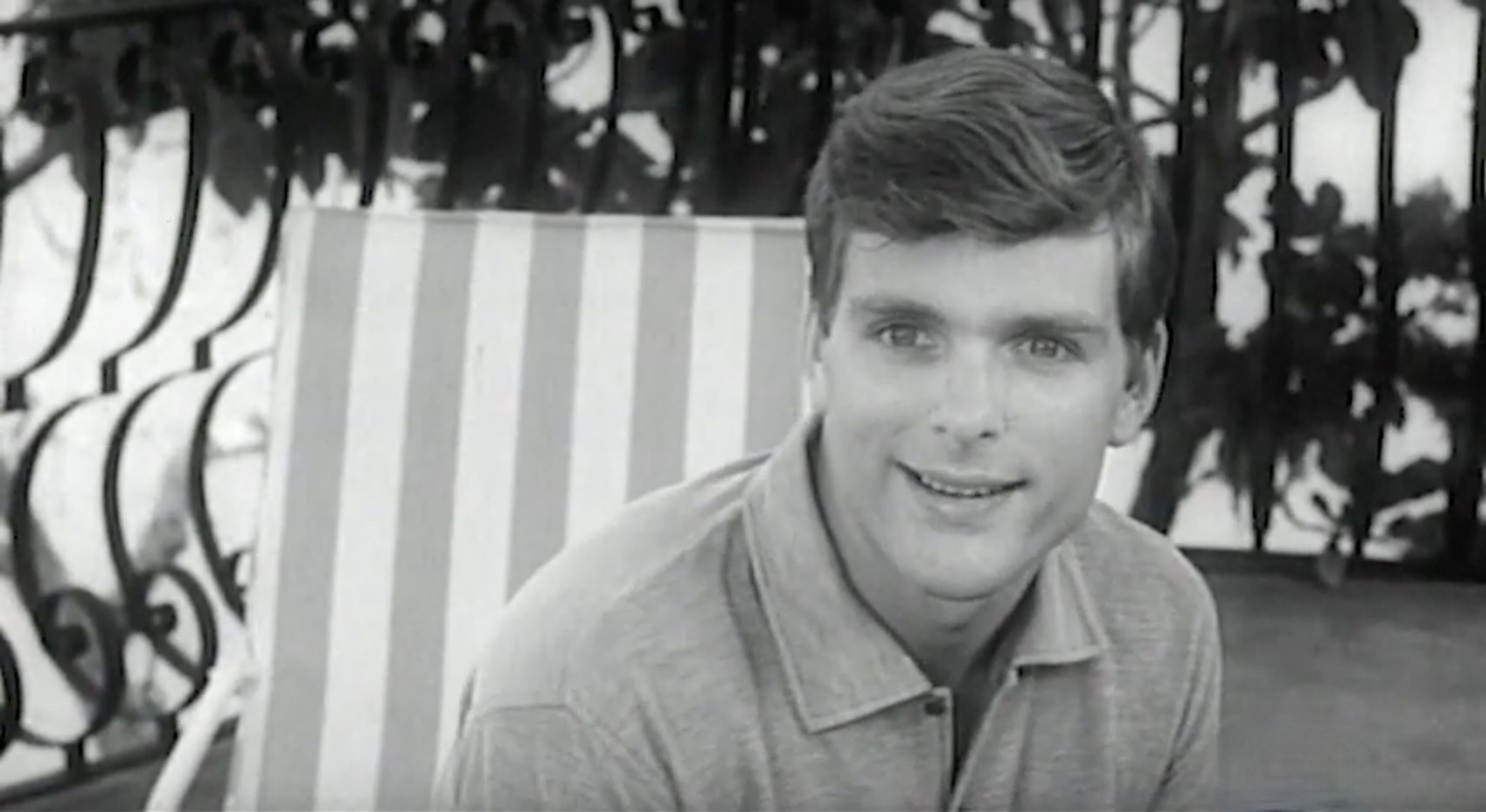
Keir Dullea nel film Le ore nude (1964)

### Cinema
- Le canaglie dormono in pace (The Hoodlum Priest), regia di Irvin Kershner (1961)
- David e Lisa (David and Lisa), regia di Frank Perry (1962)
- Le ore nude, regia di Marco Vicario (1964)
- Ad ovest del Montana (Mail Order Bride), regia di Burt Kennedy (1964)
- La sottile linea rossa (The Thin Red Line), regia di Andrew Marton (1964)
- Bunny Lake è scomparsa (Bunny Lake is Missing), regia di Otto Preminger (1965)
- Madame X, regia di David Lowell Rich (1966)
- La volpe (The Fox), regia di Mark Rydell (1967)
- 2001: Odissea nello spazio (2001: A Space Odyssey), regia di Stanley Kubrick (1968)
- De Sade, regia di Cy Endfield (1969)
- Il diavolo nel cervello, regia di Sergio Sollima (1972)
- La papessa Giovanna (Pope Joan), regia di Michael Anderson (1972)
- Paperback Hero, regia di Peter Pearson (1973)
- Paul and Michelle, regia di Lewis Gilbert (1974)
- Black Christmas (Un Natale rosso sangue) (Black Christmas), regia di Bob Clark (1974)
- Welcome to Blood City, regia di Peter Sasdy (1977)
- Demonio dalla faccia d'angelo (Full Circle), regia di Richard Loncraine (1977)
- Three Dangerous Ladies, regia di Robert Fuest e Alvin Rakoff (1977)
- Il leopardo nella neve (Leopard in the Snow), regia di Gerry O'Hara (1978)
- Brainwaves - Onde cerebrali (Brainwaves), regia di Ulli Lommel (1983)
- Blind Date, regia di Nico Mastorakis (1984)
- The Next One, regia di Nico Mastorakis (1984)
- 2010 - L'anno del contatto (2010), regia di Peter Hyams (1984)
- The Divine Inspiration, regia di Claus Drexel - cortometraggio (2000)
- Three Days of Rain, regia di Michael Meredith (2003)
- Cacciatore di alieni (Alien Hunter), regia di Ron Krauss (2003)
- The Day My Towers Fell, regia di Douglas Huebner - cortometraggio (2006)
- A Lonely Sky, regia di Nick Ryan - cortometraggio (2006)
- The Good Shepherd - L'ombra del potere (The Good Shepherd), regia di Robert De Niro (2006)
- Un marito di troppo (The Accidental Husband), regia di Griffin Dunne (2008)
- Fortune, regia di Peter Scarf (2009)
- Teneramente folle (Infinitely Polar Bear), regia di Maya Forbes (2014)
- Valley of the Gods, regia di Lech Majewski (2019)

### Televisione
- The New Breed – serie TV, episodio 1x02 (1961)
- La città in controluce (Naked City) – serie TV, 2 episodi (1961-1963)
- Fred Astaire (Alcoa Premiere) – serie TV, 4 episodi (1961-1963)
- Scacco matto (Checkmate) – serie TV, episodio 2x15 (1962)
- Going My Way – serie TV, episodio 1x20 (1963)
- Bonanza – serie TV, episodio 4x17 (1963)
- La signora in giallo (Murder, She Wrote) – serie TV, episodio 6x09 (1989)
- Law & Order - Unità vittime speciali (Law & Order: Special Victims Unit) – serie TV, episodio 3x19 (2002)
- Castle - serie TV, episodio 1x01 (2009)
- The Path – serie TV, 15 episodi (2016-2018)
- Fahrenheit 451, regia di Ramin Bahrani – film TV (2018)
- Hunters – serie TV, 1 episodio (2020)
- Halo – serie TV, 1 episodio (2022)

### Doppiatore
- Starfield (videogioco) – videogioco (2023) [1]

## Doppiatori italiani
Nelle versioni in italiano delle opere in cui ha recitato, Keir Dullea è stato doppiato da:
- Pino Colizzi in David e Lisa, Il diavolo nel cervello
- Cesare Barbetti in Le ore nude, Ad ovest del Montana
- Massimo Turci in Bunny Lake è scomparsa, Madame X
- Gino La Monica in 2010 - L'anno del contatto, Law & Order - I due volti della giustizia (ep. 16x16)
- Gianni Marzocchi in 2001: Odissea nello spazio
- Gianni Giuliano ne La signora in giallo
- Dario Penne in Cacciatore di alieni
- Francesco Vairano in The Good Shepherd - L'ombra del potere
- Pieraldo Ferrante in Castle
- Carlo Valli in Teneramente folle
- Raffaele Palmieri in Valley of the Gods
- Massimiliano Lotti in Halo